# Заврок
Заврок (узб. Zavroq / Завроқ) — посёлок городского типа, расположенный на территории Андижанского района Андижанской области Республики Узбекистан.

Статус посёлка городского типа с 2009 года.